# Neocteniza
Neocteniza là một chi nhện trong họ Idiopidae.